# Гранже, Пальмира
Элеонора Пальмира Гранже (фр. Éléonore Palmyre Granger, в замужестве Мёрис, фр. Meurice; 8 августа 1819, Париж — 13 ноября 1874, Париж) — французская художница, пианистка-любительница, хозяйка литературного салона. Дочь художника Жан-Пьера Гранже.
Крёстным отцом Пальмиры Гранже, или, как её называли дома, Миретты, был друживший с её отцом Доминик Энгр; у Энгра она брала уроки живописи. Выполненная Миреттой копия картины Рафаэля «Мадонна с канделябрами» висела в квартире Энгра (ныне в собрании городского музея Монтобана), известна выполненная ею гравюра по карандашному портрету Лодоиса де Мартена, выполненному Энгром в 1825 году. Энгру, в свою очередь, принадлежат два карандашных рисунка с портретом Пальмиры Гранже, один из них был выполнен в 1843 году и подарен писателю Полю Мёрису, за которого она в том же году вышла замуж. Свидетелем на этой свадьбе был Виктор Гюго, он же впоследствии произнёс надгробную речь на похоронах Пальмиры Мёрис, воздав ей должное в первую очередь как верной и преданной спутнице своего мужа. Гюго также посвятил ей стихотворение (фр. À madame Paul Meurice) из сборника «Грозный год» (1872).
Согласно воспоминаниям Камиля Сен-Санса, Пальмира Гранже была ближайшей подругой его матери: их объединяло увлечение живописью, вплоть до совместного копирования знаменитых картин. В 1841—1842 гг. Пальмира Гранже давала 5-6-летнему Сен-Сансу уроки фортепиано. Ей посвящено первое произведение Сен-Санса — сочинённый в возрасте пяти с половиной лет романс «Вечер» (фр. Le Soir) на стихи Марселины Деборд-Вальмор.

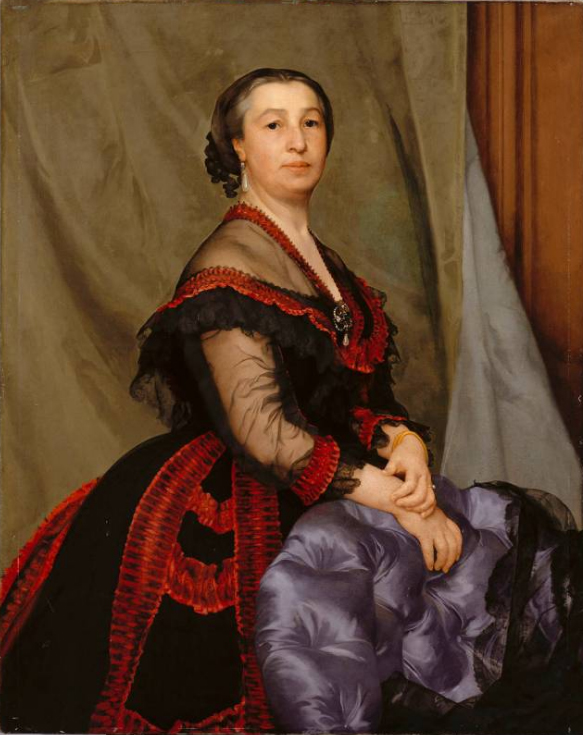
Феликс Бракмон. Портрет госпожи Поль Мёрис (1866)

В дальнейшем Пальмира Мёрис была хозяйкой парижского салона, в котором собирались поэты и художники, царил культ Гюго; завсегдатаем этого салона был, в частности, Эмиль Золя. Была близко дружна с Шарлем Бодлером, сохранились несколько их писем друг другу. На экземпляре очерка Бодлера о Рихарде Вагнере есть его дарственная надпись: «Госпоже Поль Мёрис в знак давней и почтительной привязанности» (фр. témoignage d'une vieille et  respectueuse affection). Позднее, в 1866 году, Пальмира Мёрис играла Бодлеру во время болезни музыку Вагнера на фортепиано.
В последние годы жизни была активной участницей Общества помощи жертвам войны. От имени Общества пыталась взять на поруки арестованную Луизу Мишель.